# Elstree
Elstree est un village dans la région de Hertsmere dans le Hertfordshire sur l'autoroute A5, au nord de Londres.
Elstree est surtout connu du fait de l'implantation de studios de cinéma appelés Studios d'Elstree.

## Personnalités liées
- Sacha Baron Cohen a fréquenté l'école d'Elstree.
- Frank Podmore est né à Elstree.
- Willie Brown est né à Elstree